# Iberia Express
Iberia Express is een Spaanse low-cost luchtvaartmaatschappij en is operationeel vanaf 25 maart 2012 als dochteronderneming van Iberia. Iberia Express voert vooral vluchten uit vanaf Luchthaven Madrid-Barajas binnen Spanje, maar ook internationale vluchten vanuit Madrid naar de Europese steden Dublin, Berlijn, Kopenhagen, Düsseldorf, Stockholm en Frankfurt.
In april 2015 trad Iberia Express toe tot de European Low Fares Airline Association (ELFAA) samen met het moederbedrijf Iberia en IAG partner British Airways.

## Vloot
| Toestel         | In Dienst | Bestellingen | Passagiers | Levering/Opmerking |
| --------------- | --------- | ------------ | ---------- | ------------------ |
| Airbus A320-200 | 14        | 0            | 180        | –                  |
| Airbus A321neo  | 12        | 0            | 232        | –                  |
| Totaal          | 26        | 0            |            |                    |